# Battles of Prince of Persia
Battles of Prince of Persia — відеогра для ігрової консолі Nintendo DS, видана компанією Ubisoft 6 грудня 2005 року у Північній Америці та Австралії і 9 грудня 2005 у Європі. Судячи з усього, ця частина є «містом» між історіями у «Пісках Часу» та «Сутичці з долею».

## Сюжет
Оскільки Принц випустив піски часу, тим самим порушивши лінію часу, за ним почав полювати магічний демон Дахака, який є охоронцем часу. Дахака шукає того, хто знаходиться не в своєму часі і не зупиниться поки не вб'є Принца. Принц шукає вихід і кидається в біга. У пошуках рішення, він зі своїм батьком, королем Шараманом, залучає Персію у війну із народом Індії. Він виграє безліч битв, але на шляху принца встає демонічна раса Девасов та принц Індії, Калім (брат Фари), зі своїм військом, очолюваним новим індійським візиром. На чолі Девасов стоять три генерали: Саурва, Сіндра та Аесма. Солдати в боях застосовують магію, тому перська та індійська армії починають програвати битви. З плином часу, принц стає суворішим, жорсткіше і похмуріший, але він все ще не в силах зупинити Дахаку.

## Відгуки
Гра отримала неоднозначні відгуки критиків у профільних виданнях. Згідно з даними сайту Metacritic гра отримала 64 бали зі 100 можливих.